# Бунёво (Ярославская область)
Бунёво — деревня Арефинского сельского поселения Рыбинского района Ярославской области.

## География
Бунёво — самая западная деревня Арефинского сельского поселения, лежащая на границе с Огарковским сельским поселением.
На западе Арефинского поселения, в котором преобладают леса, имеется небольшая агломерация из 7 близко расположенных в направлении с северо-запада к юго-востоку, деревень: Бунёво, Болтино, Прошино, Оболтино, Большое и Малое Черняево, с центром в деревне Васильково.
Возделанные когда-то земли вокруг этих деревень образуют лежащее в окружении лесов поле протяженностью около 7 км и шириной до 4 км. Район этот расположен на северо-восточном склоне водораздельной возвышенности. Здесь находятся истоки многочисленных ручьёв, образующих ниже речки Морму и Талицу притоки реки Ухры. К югу и западу от этого района на другом склоне возвышенности берут начало ручьи, впадвющие в Рыбинское водохранилище на территории Огарковского сельского поселения. Бунёво стоит на левом берегу у истока реки Золотуха, левого притока Мормы.
На расстоянии 1 км к востоку от Бунёво проходит дорога, связывающая Васильково с деревнями в бассейне Мормы и Золотухи. В северном направлении эта дорога через 3 км выходит к деревне Николо-Тропа, бывшему центру сельского прихода.
В южном направлении на расстоянии около 1 км стоит деревня Болтино. Лесная дорога из Бунёво в западном направлении через 3 км выходит к расположенному в Огарковском поселении урочищу Красково, небольшому полю в окружении лесов, здесь наивысшая точка водораздельной возвышенности 168,4 м.
Деревня Бунева обозначена на плане Генерального межевания Рыбинского уезда 1792 года.

## Население
| 2007 | 2010 |
| ---- | ---- |
| 1    | ↗5   |

## Инфраструктура
Почтовое отделение, расположенное в центре сельского поселения селе Арефино обслуживает в деревне Бунёво 6 домов.